# Assunção do Piauí
Assunção do Piauí é um município brasileiro do estado do Piauí. Assunção do Piauí localiza-se a uma latitude 05º51'56" sul e a uma longitude 41º02'22" oeste, estando a uma altitude de 532 metros. Sua população estimada em 2022 era de 7.452 habitantes e Possui uma área de 1690,704 km².

## História
Assunção do Piauí Piauí - PI
Histórico
Em 1925, o Governador do Estado, Matias Olímpio de Melo criou o Município de Aroazes. Ao novo município foram anexadas algumas fazendas do vale de São Nicolau, pertencentes ao Município de São Miguel do Tapuio. O município teve vida efêmera. João de Deus Pires Leal ( Joca Pires ) ao assumir o Governo do Estado, pela Lei n° 1.198, de 19 de junho de 1928, transferiu a sede do município de Aroazes para o povoado de Assunção. Teve papel importante nessa transferência, Antonio José Alves Vieira (Major Vieira), cearense, homem simples, de gestos grosseiros, sem influência política no Estado mas de grande prestigio junto ao Governador Joca Pires. Major Vieira, com propriedade de Assunção à Vitória.
Tinha um eleitorado fiel ao coronel Milu, de Castelo, que apoiou incondicionalmente Joca Pires. Por causa da campanha e sem dúvida, pelo seu caráter singular, Vieira conseguiu de tal modo a simpatia do governador que, entre outras coisas, tinha acesso ao seu Gabinete. Com esse prestigio conseguiu que Assunção passasse a ser sede de município em detrimento de Aroazes e mesmo sem as condições exigidas. Nomeado primeiro intendente. Julgado, por muitos, sem capacidade para a função, transformou uma residência em intendência, melhorou a arrecadação de impostos, criou o cartório, cujo primeiro tabelião, Cesídio Nelson Vieira, que continuou no cargo com a transferência da sede municipal para São Miguel. Gentílico: assunçãoense

## Formação Administrativa
Elevado à categoria de município e distrito com a denominação de Assunção do Piauí, pelo artigo 35, inciso II, do ato das disposições constitucionais transitórias, da constituição estadual de 05/10/1989, com o topônimo, área territorial e limites estabelecidos pela lei estadual nº 4680, de 26/11/994, desmembrado de São Miguel do Tapuio. Sede no atual distrito de Assunção do Piauí expovoado de Assunção. Constituído do distrito sede. Instalado em 01/01/1997, Em divisão territorial datada de 15-VII-1997, o município é constituído do distrito sede. Assim permanecendo em divisão territorial.

## Galeria

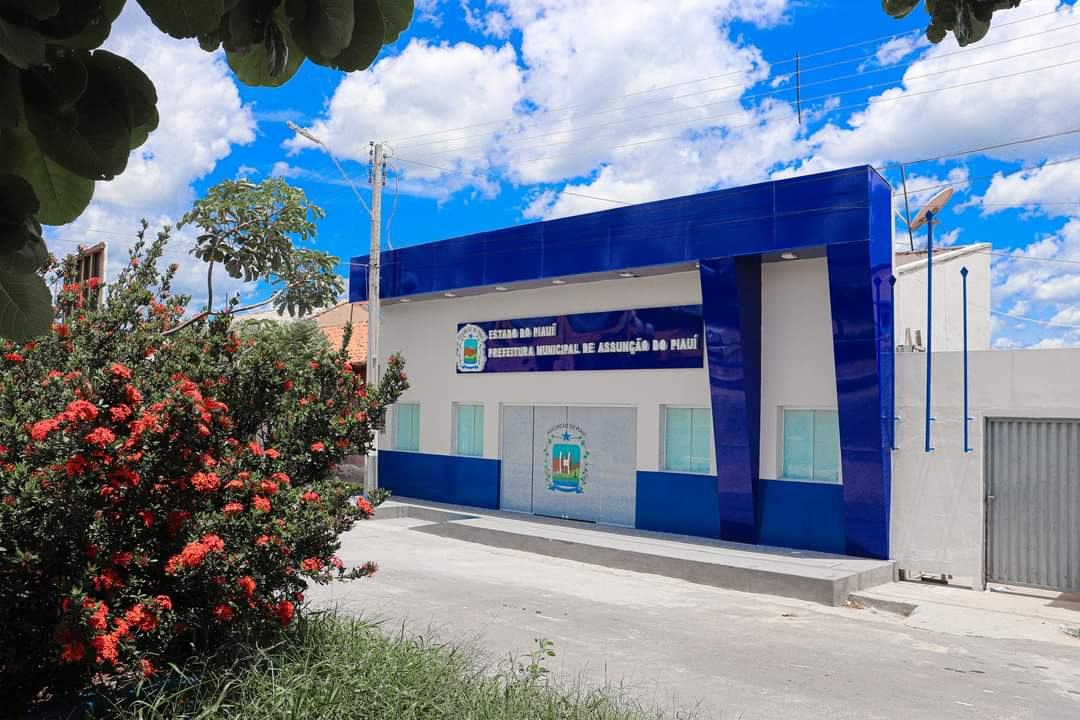
Prefeitura Municipal de Assunção do Piauí

## Localização
| Noroeste: São Miguel do Tapuio               | Norte: São Miguel do Tapuio | Nordeste: Novo Oriente/CE   |
| Oeste: São Miguel do Tapuio                  |                             | Leste: Quiterianópolis/CE   |
| Sudoeste: São Miguel do Tapuio e Pimenteiras | Sul: Pimenteiras            | Sudeste: Quiterianópolis/CE |